# Camp militaire Rwampara
Le Camp militaire Rwampara, est une installation militaire située à Bunia, dans l'actuelle province de l'Ituri, en république démocratique du Congo.

## Formations spécialisées
Du 9 au 23 juillet 2021, la MONUSCO a formé quelque 652 officiers et soldats des Forces armées de la République Démocratique du Congo (FARDC) et éléments de la Police nationale congolaise (PNC), dont une femme, sur les stratégies militaires, y compris sur les tactiques de la guerre dans une jungle, la gestion des engins explosifs non explosés, le maniement ou encore le tir des armes. Cette formation qui a alterné théorie et pratique s’est déroulée selon les modules entre les camps militaires de Rwampara et Ndoromo à 8 et 3 km de Bunia, en Ituri.
Elle a bénéficié de l’expertise des unités spéciales des contingents brésiliens et guatémaltèques, avec l’appui des contingents bangladais et népalais déployés en Ituri. La formation a également permis de sensibiliser les participants sur le respect des droits de l’Homme, du droit international humanitaire, la protection des personnes déplacées et les violences sexuelles liées aux conflits armés,.
Dans le cadre de l’appui aux Forces armées de la RDC (FARDC), les forces spéciales guatémaltèques de la MONUSCO ont lancé jeudi 3 novembre 2022, en Ituri, la formation de deux pelotons de l’armée congolaise appelés à devenir des forces spéciales ou unités commandos pour combattre les groupes armés. Quelque 64 soldats des FARDC encadrés par cinq (05) officiers et sous-officiers congolais suivront cette formation militaire intensive d’un mois, dispensée par 21 instructeurs guatémaltèques venus de Goma et qui se déroule au centre des FARDC à Rwampara, à environ 7 km de Bunia.
La formation a notamment porté sur les tactiques, les embuscades, les raids, les missions spéciales, le montage et le démontage des armes, le contrôle des troupes, la gestion de situations critiques, ainsi que sur les droits humains. Ce sont 400 nouvelles recrues des Forces armées de la République démocratique du Congo (FARDC) qui ont été formées aux techniques de combat par les Casques bleus de la MONUSCO au camp militaire Rwampara, en Ituri. Cette formation d’un mois, qui a pris fin le 8 juillet 2024, avait pour but de mieux les outiller pour mener des combats dans des zones difficiles d’accès.

## Initiatives récentes
Un nouveau bataillon commandos pour le renforcement des opérations militaires que mènent les FARDC en Ituri a été réceptionné ce jeudi 06 juillet 2020. La cérémonie de prise d’armes s’est déroulée à Rwampara, un centre de formation situé à environ 15 km à l’ouest de Bunia en présence du général Kisezo Thomas, chef d’état-major de la force terrestre chargé de l’administration et de la logistique ainsi que plusieurs autres autorités politico-militaires.
Contacté à ce sujet par buniaactualite.com, le lieutenant Jules Ngongo, porte-parole de l’armée en Ituri, indique que les forces armées ont organisé la formation et entraînement des nouvelles recrues dans toutes les provinces de la République Démocratique du Congo.
« Les forces armées (32e Région Militaire) dans le cadre de la mise en condition qui est la formation et l’entraînement, viennent d’organiser une formation de recyclage des unités des forces armées venues de partout, pour constituer un bataillon spécial d’intervention rapide pour la sécurisation et bien appuyer les éléments des forces armées engagées dans les opérations Zoruba Ya Ituri en territoire de Djugu » a-t-il expliqué. Le lieutenant Jules Ngongo a ajouté ce bataillon sera commandé par un Lieutenant-Colonel dont il n’a pas cité le nom.

## Controverses
Au cours de l'année 2000, les conflits permanents au niveau de la direction ont créé une confusion politique et administrative dans les zones du nord-est du Congo que le RDC-ML prétend contrôler. Les trois hauts dirigeants du RCD-ML, Wamba dia Wamba d'une part, et ses deux adjoints Mbusa Nyamwisi et Tibasima Ateenyi d'autre part ont développé des structures politiques et administratives parallèles à Bunia, la capitale du RCD-ML, et dans la ville de Beni,.